# Eparchia di Olsztyn-Danzica
L'eparchia di Olsztyn-Danzica di rito bizantino-ucraino (in latino Eparchia Varmiensis-Gedanensis Ucrainorum) è una sede della Chiesa greco-cattolica ucraina in Polonia suffraganea dell'arcieparchia di Przemyśl-Varsavia. È retta dall'eparca Arkadiusz Trochanowski.

## Territorio

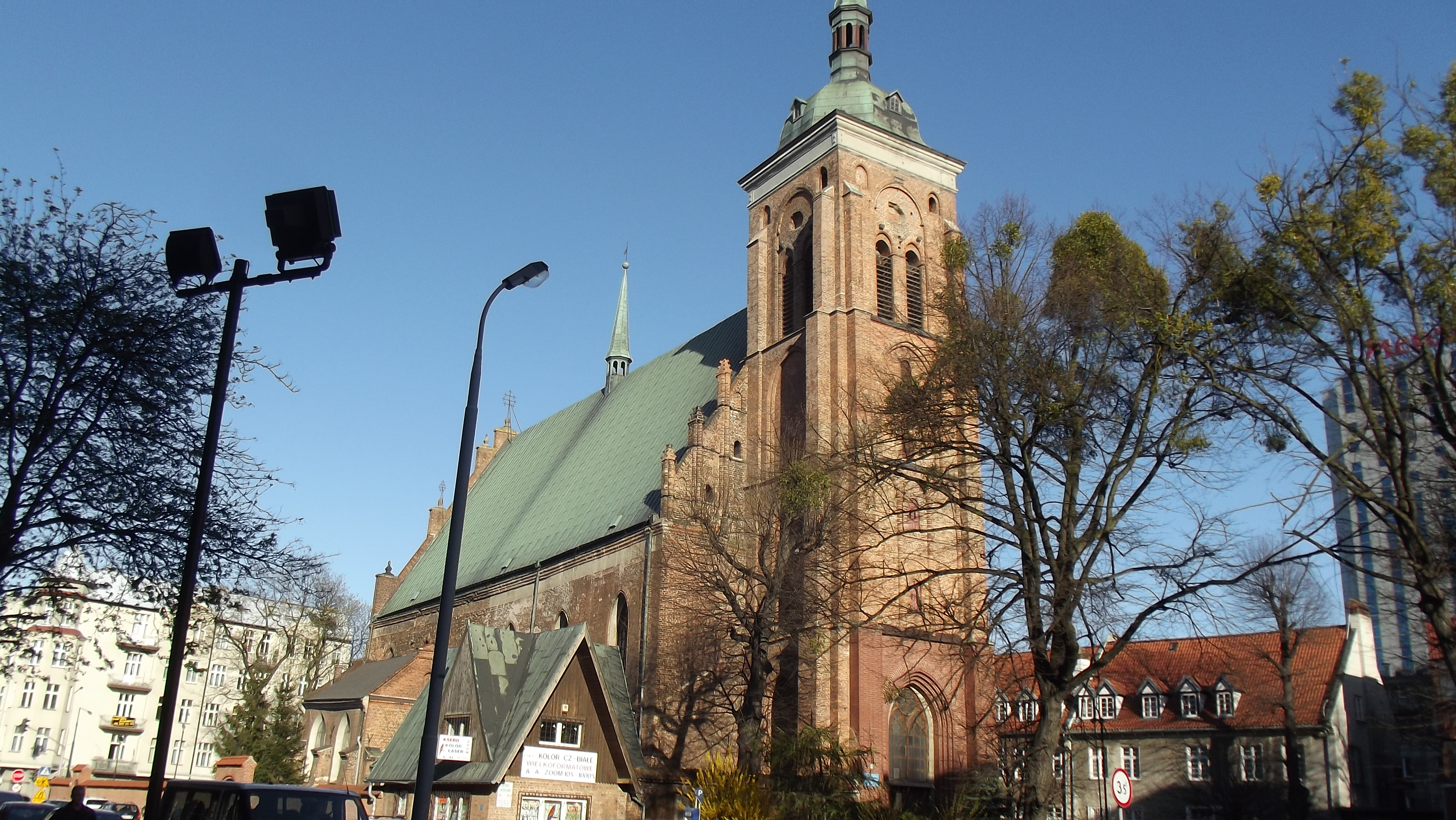
La concattedrale di San Bartolomeo e della Protezione di Maria Santissima a Danzica.

L'eparchia comprende il territorio delle seguenti circoscrizioni di rito latino: le arcidiocesi di Danzica, Varmia e Białystok; e le diocesi di Pelplin, Elbląg, Toruń, Płock, Ełk, Łomża e Drohiczyn.
Sede eparchiale è la città di Olsztyn, dove si trova la cattedrale del Patrocinio della Santissima Madre di Dio. A Danzica sorge la concattedrale di San Bartolomeo e della Protezione di Maria Santissima.
Il territorio è suddiviso in 43 parrocchie, raggruppate in 4 decanati.

## Storia
L'eparchia è stata eretta il 26 novembre 2020 da papa Francesco con la bolla Misericordias Domini, ricavandone il territorio dall'arcieparchia di Przemyśl-Varsavia e dall'eparchia di Breslavia-Koszalin.

## Cronotassi dei vescovi
Si omettono i periodi di sede vacante non superiori ai 2 anni o non storicamente accertati.
- Arkadiusz Trochanowski, dal 25 novembre 2020

## Statistiche
| anno | popolazione | popolazione | popolazione | presbiteri | presbiteri | presbiteri | presbiteri                | diaconi | religiosi | religiosi | parrocchie |
| anno | battezzati  | totale      | %           | numero     | secolari   | regolari   | battezzati per presbitero | diaconi | uomini    | donne     | parrocchie |
| ---- | ----------- | ----------- | ----------- | ---------- | ---------- | ---------- | ------------------------- | ------- | --------- | --------- | ---------- |
| 2020 | ?           | 5.991.158   | ?           | 26         | 22         | 4          | ?                         |         | 4         |           | 43         |
| 2021 | ?           | ?           | ?           | 32         | 27         | 5          | ?                         | 1       | 7         | 4         | 43         |